# Flussgeschichte der Lauchert

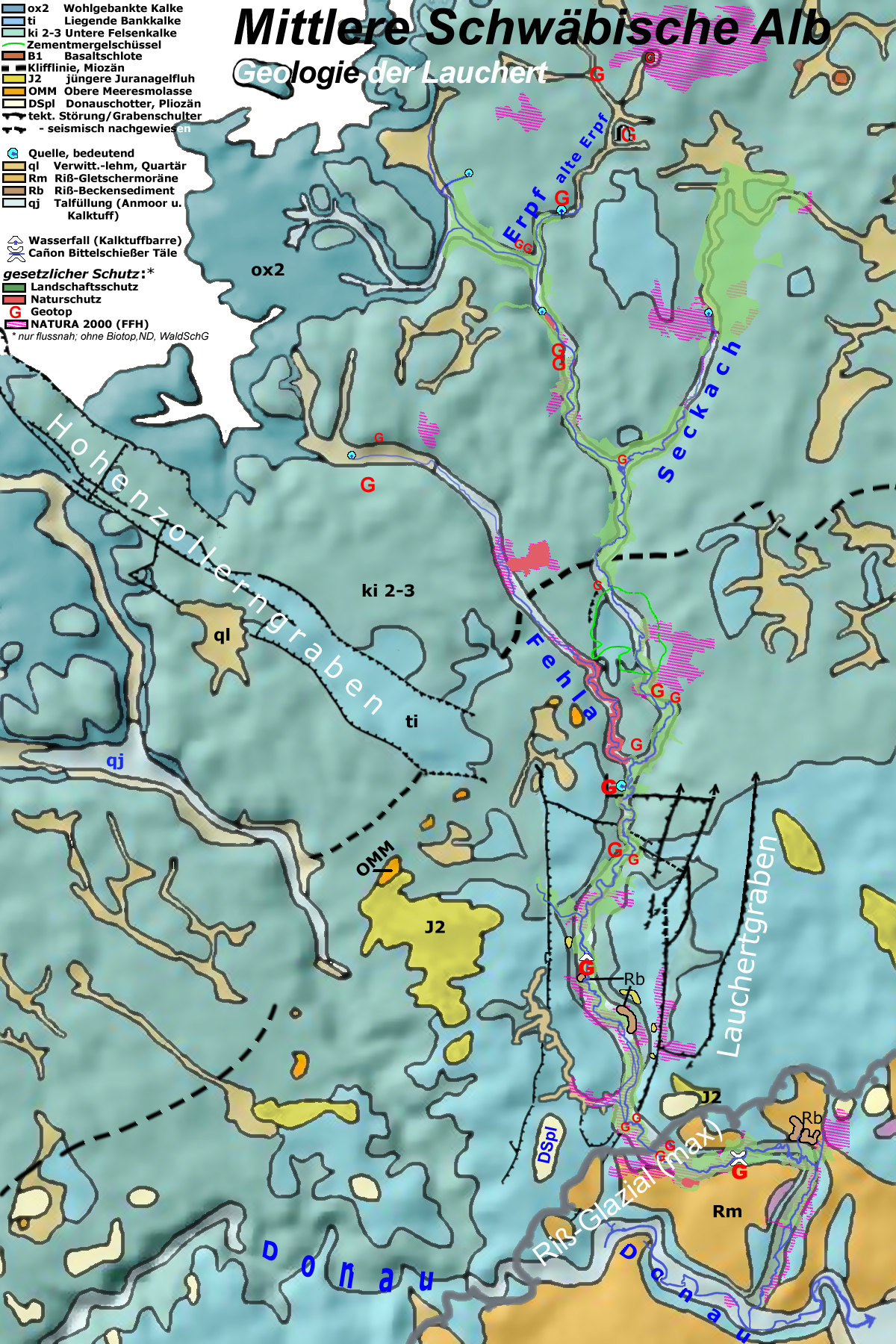
GeoKarte Mittlere Schwäbische Alb, Geofeatures um die Lauchert

Die Flussgeschichte der Lauchert hat wie die anderen rezenten Albflüsse eine erdgeschichtlich sehr lange, wechselvolle Entwicklung hinter sich. Nur wenige, sehr alte, ehemals sehr große Gewässer auf dem verkarsteten Jurakalkplateau der Schwäbischen Alb transportieren heute noch ihre Wasser- und Sedimentfracht oberirdisch bis zur Mündung in die Donau. Von den ehemals großen sieben Strömen des Tertiär lassen heute nur die drei Gewässer Lauchert, Große Lauter und Brenz erahnen, welche große Bedeutung die oberirdisch südwärts laufenden Entwässerungsstränge Südwestdeutschlands in erdgeschichtlicher Zeit hatten. Die Lauchert hat im Zuge dieser Veränderung eine ereignisreiche Landschafts- und Flussgeschichte erlebt mit erheblichen tektonischen Bewegungen, Abtragungen, Verkarstung, Eintiefung und mehrfacher Klimaveränderung, während derer sie fluviatile Sedimente abgelagert hat.

## Fluss-Geschichtsschreibung
Mit dem Tübinger Universitätsprofessor Friedrich August Quenstedt (1809–1889) nahm die „Quenstedt-Ära“ der intensiven Erforschung des Jura in Deutschland in der ersten Hälfte des 19. Jahrhunderts ihren Anfang. Er begann die heute noch anhaltende geologische Erforschung der Schwäbischen Alb. Für wohl keine andere Jura-Region liegen auch deshalb heute mehr Erkenntnisse vor.
Eine „Lauchert“ floss seit mindestens 15 Millionen Jahren (mya) und fließt auch heute noch wenigstens zum Teil oberirdisch ab. Einige geologische Erkenntnisse und Belege für eine sehr alte Urlauchert sind ebenfalls verbürgt. Für eine verlässliche Darstellung der Geologie der Lauchert gibt es jedoch ausreichend viele Geoarchive nur für die letzten 5,3 Millionen Jahre, also für die letzte Phase der Erdneuzeit und für das Quartär. Eine Reihe verschiedenartiger Geoarchive sind an Abschnitten der heutigen Lauchert belegt und teils sogar noch direkt beobachtbar, sie sind unten im Abschnitt → Einzelphänomene aufgeführt.
Die heutige Fluss-Morphologie ist, wenn man von der Verlegung der Lauchert in Veringenstadt, in Hettingen und an Abschnitten des Unterlaufs nach Hitzkofen absieht, relativ wenig anthropogen beeinflusst. Der Fluss ist deshalb eine relativ natürliche, reizvolle Fluss- und Auenlandschaft geblieben.

## Ober-Miozän: vor ca. 10Ma tektonische Hebung
Nach einer langen Zeit tektonischer Ruhe begann im Ober-Miozän eine zweite große Hebungsphase im Jura. Die verstärkte Krustenaufwölbung hob die Juratafel deutlich an und verkippte sie leicht von Nordwesten nach Südosten, es entwickelte sich damit ein deutliches Reliefgefälle.
Der wichtigste Beleg für die verstärkte Hebungsphase ist die miozäne Klifflinie. Diese in vielen geologischen Karten eingetragene ehemalige Küstenlinie, als Typlokalität in Heldenfingen aufgeschlossen, war das Nordufer eines Flachmeeres, das im Mittel-Miozän letztmals in das Molassebecken vorgedrungen war. Ab dieser Linie fließt die Lauchert durch die Mittlere Flächenalb. Heute liegt die Klifflinie auf der Westalb im Hegau auf 900 m ü. NN, in Bronnen an der Lauchert auf 760 m ü. NN und noch weiter im Osten, südlich des Nördlinger Ries, auf 500 m ü. NN.

## Miozän/Pliozän, Lauchertgraben

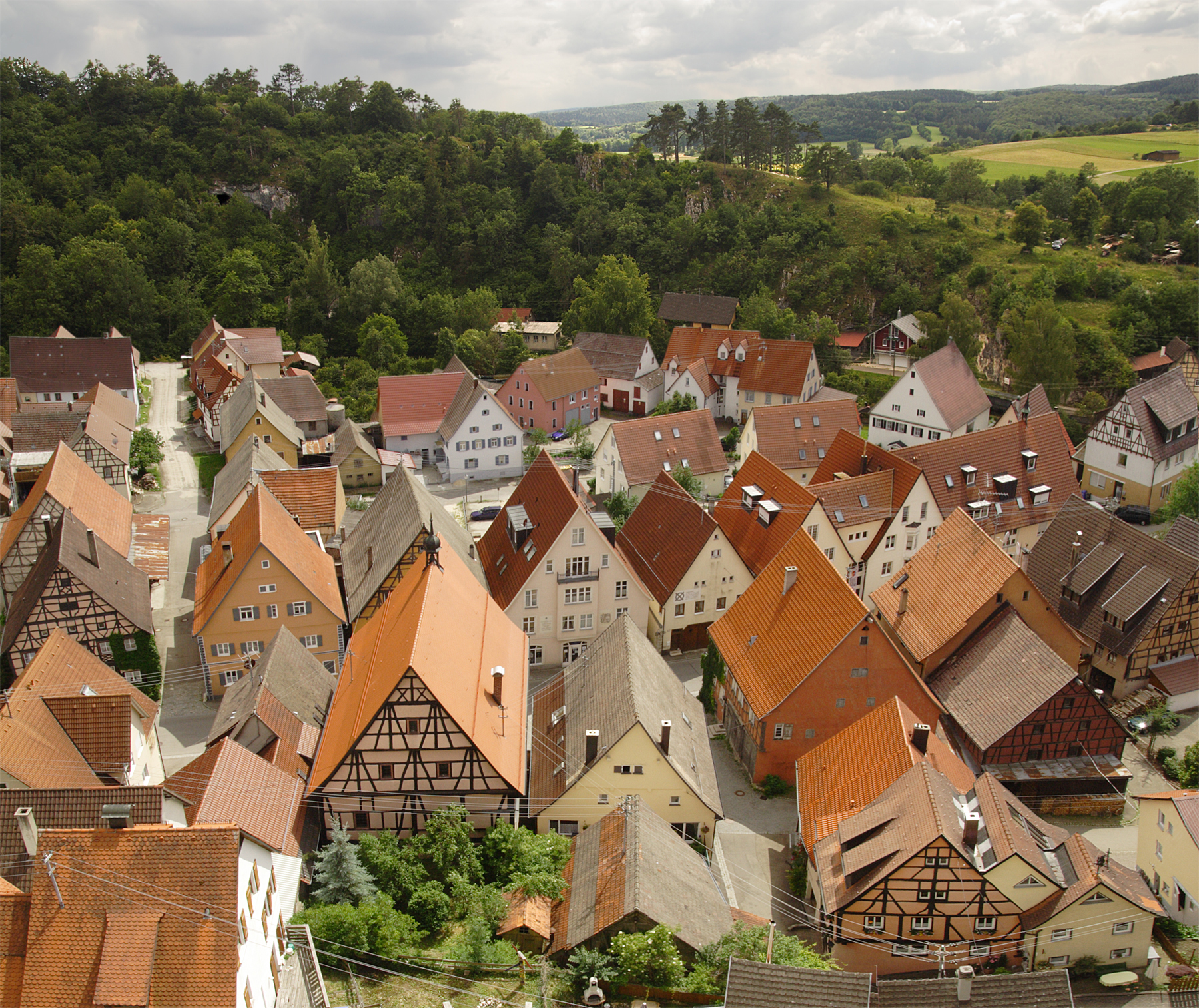
Altstadt von Veringenstadt. Hinten, Prallhang der Lauchert mit Nikolaushöhle. In der Ferne rechts der Lauchertgraben

Störungen des herzynisch streichenden Hohenzollerngrabens reichen bis Veringenstadt. Seine Störungen vergittern sich in Veringenstadt und dessen Umgebung mit Störungen des rheinisch streichenden Lauchertgrabens.
Die Lauchert überwand bei Veringenstadt in zwei großen Schleifen einen mächtigen, stark zerklüfteten Massenkalkriegel. In der Schlucht bildete sich ein rund 400 m langer, nahezu senkrechter Fels-Prallhang und dem gegenüber ein relativ großer, flacher Gleithang, auf dem das Ensemble der mittelalterlichen Fachwerks-Altstadt liegt. Nach Veringenstadt verläuft die Lauchert in diesem Lauchertgraben, der – im Unterschied zum Hohenzollerngraben sichtbar tieferliegend – einen tektonischen Graben bildete.
Nach Golwer (1978) ist die schwierige Altersbestimmung durch das Höhenversetzen von Schleiern „pliozäner“ Höhenschotter einer frühen Oberen Donau belegt (höhenversetzte Fundorte im Sigmaringer Stadtwald 0 m, im Graben rechts der Lauchert 50 m). Auch einige Restflächen der mindestens 15 Ma alten Jura-Nagelfluh sind mit versetzt.

## Pliozän (5,3 bis 2,6mya), Eintiefungsphasen und Tiefenverkarstung
Die tektonische Modellierung des süddeutschen Jura und des Schweizer Jura hat dazu geführt, dass sich die Obere Donau in die Westalb sehr schnell eintiefte. Dieser Prozess begann an der Wende Miozän/Pliozän. Dieser fortschreitenden Eintiefung hat sich der Karstwasserspiegel der Mittleren Alb jeweils angepasst. Durch rückschreitende Erosion hat sich auch die Lauchert jeweils auf diese Eintiefung ihres Vorfluters Obere Donau eingestellt. Das Flachrelief der Lauchertrinne, wie das ganze Relief des Juraplateaus westlich von Ulm, wurden entsprechend zertalt. Als Folge der Eintiefung und der Absenkung des Karst-Grundwassers sind fast alle Nebenflüsse der Lauchert noch im Tertiär trockengefallen. Heute führen von diesen nur noch Erpf, Seckach und Fehla Wasser.
Das miozäne und frühpliozäne Relief des Juraplateaus, und damit auch das Urlauchert-Relief, ist heute völlig abgetragen und daher – jedenfalls bis heute – geologisch nicht zuverlässig rekonstruierbar.

## Plio-Pleistozän (5,3 bis 0,15 mya), zahlreichere Geoarchive
Die Entwicklung der Flussgeschichte der Lauchert ist von der Entwicklung der Verkarstung und der stetigen Weitung von Klüften und Höhlen nicht zu trennen. Als außerordentlich ergiebig waren intensive (paläo-)geologische Forschungen in der Bären- und Karlshöhle, die nur 5,6 km von der Lauchert entfernt oberhalb des Erpf-Trockentals liegt.
Physikalische Messungen des Absolutalters verschiedener Sedimentschichten in der Höhle und Taxierung darin vorgefundener Faunareste ergaben Höhenmarken und Zeitmarken, die sich bequem mit Geländeindikatoren und Zeitmarken verschiedener Eintiefungsebenen der gesamten Lauchert und der jeweiligen Entwicklung der Oberen Donau, bzw. ihrer Stagnationsphasen in Beziehung setzen lassen. Ein wissenschaftliches Modell des rezenten Flussniveaus der Lauchert und von drei älteren Flussniveaus (Lauchert Niveau I bis IV) besteht. Wichtige Geoarchive der Lauchert sind:
- Felsleisten
- alte Flussterrassen auf drei Niveaus
- zwei große, ehemalige Lauchert-Talschlingen im „Niveau IV“ (Siehe das Bild der Geokarte oben. 3–5 Ma[9])
- Fossilien in Karstspalten und Höhlen
- Geländeknicke in Trockentälern für drei ältere Niveaus.

Die Bären- und Karlshöhle war ehemals eine Flusshöhle einer alten Erpf und später ein episodisch durchflossener Bröller. Heute liegt die Höhle 70 m oberhalb des Erpf-Trockentals „Höhlental“. Das Höhlen-Gesamtalter wurde geophysikalisch auf Unter-Pliozän (ca. 5 Ma) bestimmt.

## Plio-Pleistozän (3 bis 0,9 mya), Klimaschwankungen, Abkühlung
Globale, interdisziplinäre Klimaforschungen haben ergeben, dass seit dem Pliozän Klimaveränderungen häufiger und schneller erfolgen. Auf Phasen der großen Eintiefung der Oberen Donau und der Tiefenverkarstung folgte eine Phase der Zunahme von Klimawechseln. Die Zyklizität der Klimawechsel hat sich insbesondere seit dem Eo-Pleistozän (ab 2,6 mya) verstärkt. Mit den Milanković-Zyklen (40ka- und 100ka-Perioden) ab 900 ka wurden auch besonders unruhige Verläufe und zunehmende Temperaturamplituden registriert.

## Pleistozän (2,6 bis 0,11 mya), (peri-)glaziale Überprägungen
Die mehr als 2 Ma des Quartär werden in 6 große Glazial-Komplexe aufgegliedert, in die zahlreiche warme interglaziale Phasen eingeschaltet sind. In Kaltzeiten war auf der Schwäbischen Alb die Verkarstungsfähigkeit zumindest reduziert und in Winterhalbjahren mitunter auch ganz ausgefallen. Im Fall der Abdichtung der Oberflächen durch Permafrost floss auch in lauchert-tributären Trockentälern zeitweise wieder Wasser, fluviatile Erosion und Sedimentbildung setzten wieder ein. Durch das Mehr an Oberflächenwasser hat sich die Lauchert-Felssohle weiter eingetieft. Dies und rückschreitende Erosion in temporär wasserführenden Trockentälern von Lauchert-Nebenflüssen haben deren Gefälle erhöht. Am Übergang zu noch nicht verstärkten Gefälle entstanden somit Gefälleknicke. Eine solche Gefälleänderung wurde an zahlreichen Nebenflusstälern beobachtet. Der Gefällewechsel kann zur Altersbestimmung alter Flussniveaus der Lauchert genutzt werden (vgl. unten das Einzelphänomen „Gefälleknick Gruchental“).

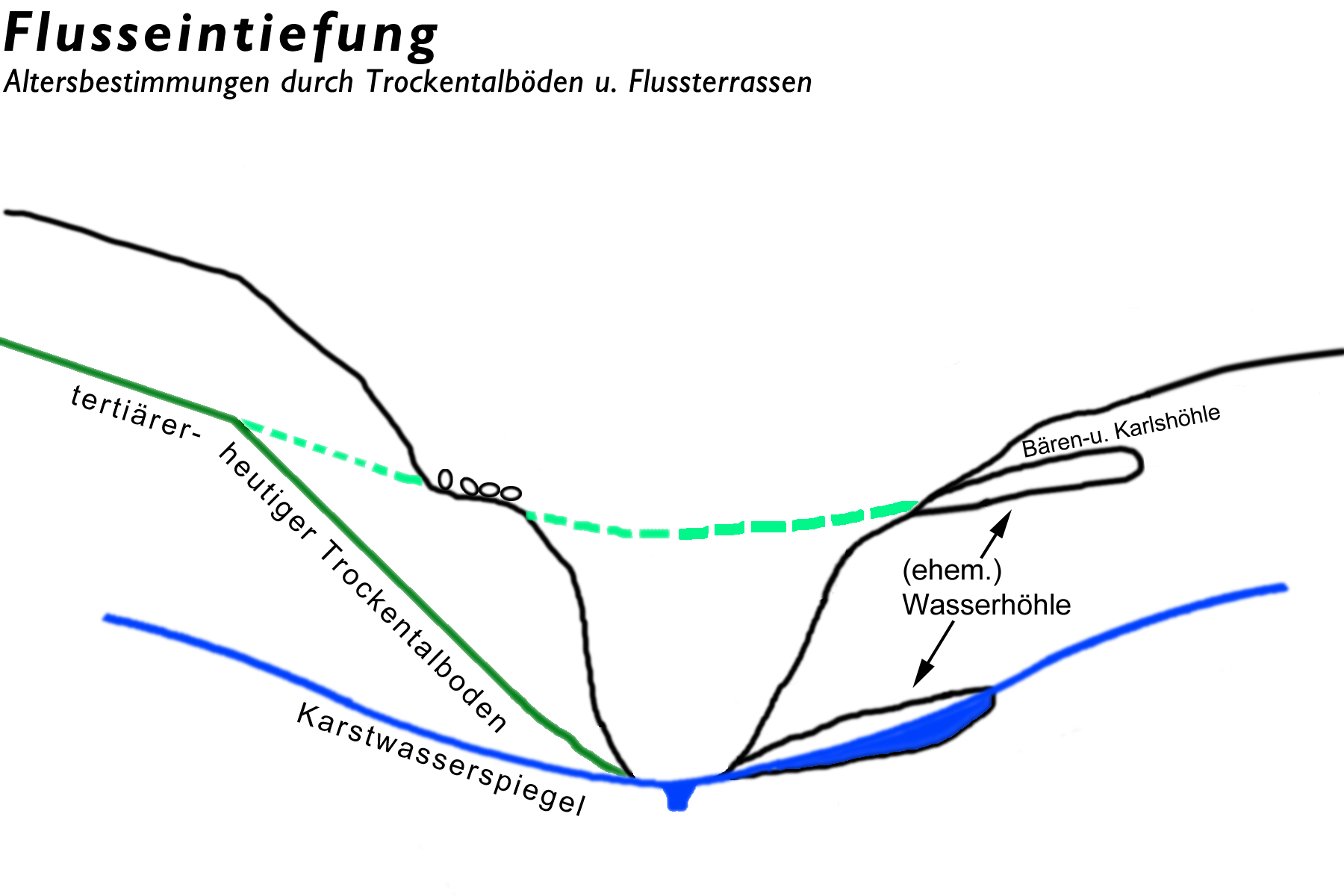
Altersbestimmung alter Flussniveaus durch Gefälleknicke an trockengefallenen Nebenflüssen

Am Ende der Mindel-Eiszeit (~900Tsd Jahre, (ka)) durchbrach die Obere Donau den Pass im „Hanfertal“ (heute Teil von Sigmaringen-Nord) und benutzte das Laucherttal bis hinter Hitzkofen. In der Mittleren Riß-Kaltzeit (~200ka) drangen Eis- und Schuttmassen des alpinen Rheingletschers in zwei Kaltphasen über die Obere Donau nach Norden vor. Der Gletscherfächer erreichte in seiner zweiten Kaltphase seinen Maximal-Vorstoß bis Vilsingen, „Hertenstein“ und Billafingen (Langenenslingen) (Vilsingen-Stand II). Die glazialen Ablagerungen waren so mächtig, dass die Obere Donau bis Tuttlingen gestaut wurde. Die Lauchert wurde wahrscheinlich bis Hausen an der Lauchert (Trochtelfingen) gestaut. Staubeckensedimente, Schotter und andere Sedimentfracht haben die Talböden der Lauchert und teilweise ihrer Nebenflüsse befüllt. Drei rezente Rest-Lager von Staubeckensedimenten sind auf GeoKarten mit „Rb“ eingezeichnet. Siehe dazu auch die Karte „Mittlere Schwäbische Alb“, oben, eingezeichnet ist „Riß-Glazial (max)“.
Während und nach dem Riß-Rheingletscher-Ereignis wechselte die Obere Donau mehrfach ihren Lauf und schuf sich schließlich ihr neues, heutiges Bett. Die Lauchert dagegen räumte den Gletscherschutt über einem Teil des von der Oberen Donau weiter eingetieften alten Lauchertbettes wieder aus und schnitt sich geradewegs das Canyon Bittelschießer Täle durch einen im Weg stehenden Massenkalkfelsen. Ab Hitzkofen folgte die Lauchert jedoch nicht mehr dem verlassenen Donaubett „Scheerer Rinne“, sondern schuf sich westlich der Rinne ein neues 5,5 km langes Flussbett nach Süden zur Mündung in das heutige Flussbett der Oberen Donau.

## Holozän (0,11 mya bis heute)
In Warmzeiten des Holozäns, vor allem im Atlantikum (8 bis 4 ka), ist, insbesondere an Geländestufen der Lauchert, Kalk aus dem in allen Albgewässern typisch kalkhaltigem Karstwasser ausgefällt und sedimentiert worden. Auensedimente bildeten „in häufigem Wechsel Lagen und Linsen aus schluffig-tonigem, kiesigen und kalktuff-sandigem Material. Bis zu den Geländestufen nimmt der Anteil zementierten Kalktuffs zu“. Auf den geologischen Kartenblättern 7721, Gammertingen und 7821, Veringenstadt wurden drei große Talauenbereiche mit bis zu 14 m dicken Kalktuff-Terrassen kartiert:
- Eine ca. 800 m lange Kalktuff-Terrasse, auf welcher der südliche Talteil von Hettingen liegt.
- Eine Kalktuff-Terrasse, die in der bis zu 500 m breiten, 1,8 km langen Aue zwischen Veringenstadt und Veringendorf nahezu die ganze Aue bedeckt und in Veringendorf an einer abrupten Geländekante den ca. 6 m hohen Wasserfall „Hohe Gieß“ bildet.
- Kalktuff im canonartigen Bittelschießer Täle und unmittelbar hinter dem Canon von Bingen (Landkreis Sigmaringen) bis Hitzkofen und von dort erneut bis Laucherthal.

### Hydrogeologie heute

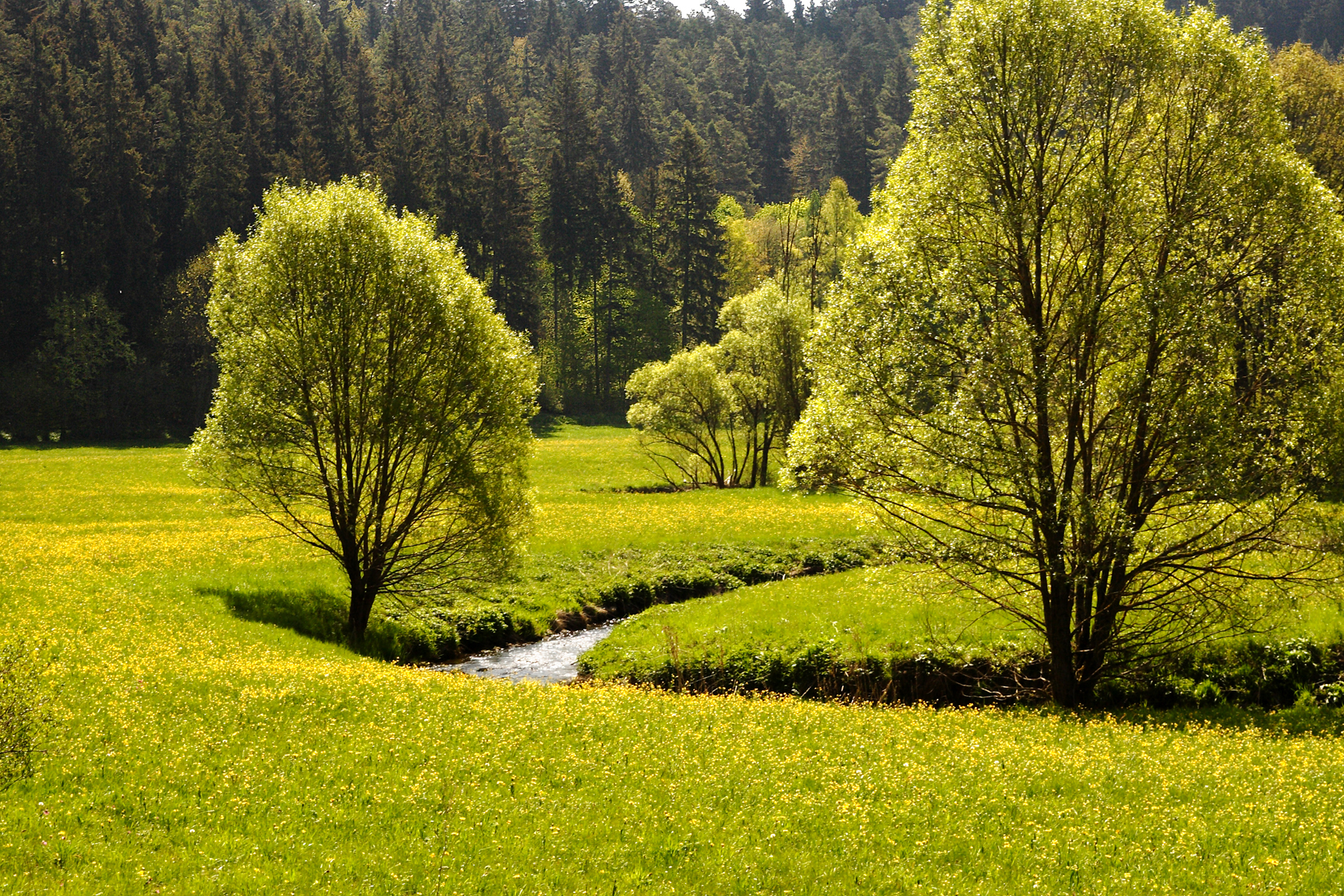
Naturschutzgebiet Fehlatal. Nahezu unberührtes Wiesental – ohne Verkehrswege außer einem Feldweg

Lediglich drei Nebenflüsse, sowie die mächtig am Talrand schüttende Gallusquelle in Hermentingen vergrößern die Wassermenge der Lauchert deutlich. Am Oberlauf sind das die linksseitigen Erpf (2,6 km, mit ganzjähriger Karstquelle „Molkenquelle“ in Erpfingen) und die Seckach (9 km, ganzjährige Quelltöpfe und diffuse Quellaustritte N Trochtelfingen). Am Mittellauf mündet die rechtsseitige Fehla (20 km, ganzjährige Karstquelle in Burladingen). Die letzten 9 km der Fehla sind ein einsames Wiesental, gänzlich ohne Autostraße und Bahnweg – seit 1984 ein Naturschutzgebiet (NSG 4.118).
Die Lauchert und ihre wasserführenden Nebenflüsse fließen in überdimensionierten Tälern. Ihre ehemals erheblich größere, Entwässerung ist auf höhere Niederschläge unter früheren klimatischen Bedingungen zurückzuführen. Außerdem hat sich die Wassermenge durch verkarstungsbedingte Schrumpfung von Einzugsbereichen und auch durch Versickerungen im Zulaufnetz der Flüsse reduziert. Die Fehla ist auch durch Köpfung am Albtrauf (siehe Strunkpass) erheblich kürzer und damit kleiner geworden.
Abflusspegelmessungen in den Jahren 1997 und 2003 in der Fehla und in der sich anschließenden Lauchertstrecke ergaben, dass die Fehla in ihrem Unterlauf (im NSG-Bereich) und die Lauchert vor dem Bittelschießer Täle durch Versickerungen Wasser verlieren. Das Karstwasser der Fehla taucht in der Gallusquelle mit weiterem Karstwasser aus dessen sehr großen Einzugsbereich wieder auf. Die Wasserführung der Lauchert beträgt an der Mündung in die Obere Donau – auch bei Trockenheit noch – bis zu 20 m³/s.

### Schützenswerte Flusslandschaft
Heute ist die Lauchert nur noch ein sehr kleiner Fluss in einem überdimensioniert breiten, teilweise sehr breiten, Kerbtal. Vor allem im Mittel- und Unterlauf ist die Felssohle des Kerbtals mit bis zu 40 m Fluviatilen Sedimenten aufgeschüttet.
Die Lauchert-Talaue, teilweise auch direkt angrenzende Terrassen und Hänge, sind – vom Oberlauf bis fast zur Mündung – als Landschaftsschutzgebiet und seit 2007 auch als Fauna-Flora-Habitat-Schutzgebiet (Natura 2000) ausgewiesen. Auch einige mit der Flussgeschichte der Lauchert und ihrer wesentlichen Nebenflüsse in Relation stehende Geotope sind dadurch oder, eigenständig, gesetzlich- oder verordnungsrechtlich geschützt. Das schützt den Charakter der Flusslandschaft, lässt aber Siedlungserweiterungen und auch intensive landwirtschaftliche Nutzung auf den fruchtbaren Aueböden zu. Zwei relativ kleine Flächen in der Talaue sind höherwertig als Naturschutzgebiet (NSG) ausgewiesen. Einige Geotope sind ganz oder teilweise auch in kleinen oder in großen Biotopflächen höherwertig geschützt.
Auch einige wenige Flächen der noch wasserführenden Lauchert-Nebenflüsse sind durch Regelungen geschützt.

### Karst, Wasserqualität, Umweltschutz

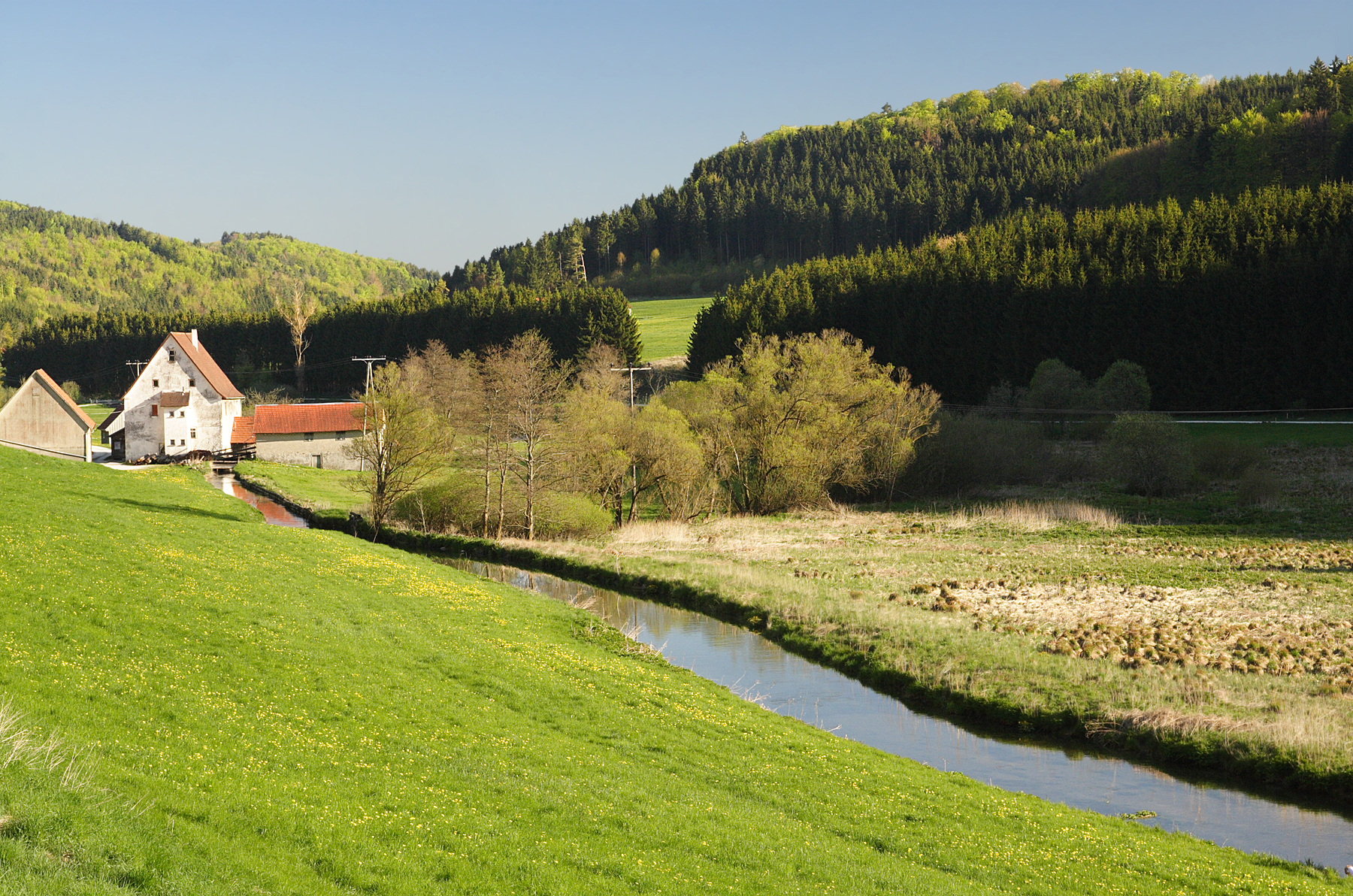
Bei der Walzmühle an der Oberen Lauchert gibt es ein hier seltenes Feuchtgebiet mit Staudenfluren, das Naturschutzgebiet „Bei der Mühle“; hier liegt auch die ergiebige Karstquelle „Langer Brunnen“

Wegen der Verkarstung und des heute verstandenen leichten Schadstofftransports im Karst-Grundwasser war die Sicherung von einwandfreiem Trinkwasser auf der wasserarmen Schwäbischen Alb bis zur Schaffung, Ausweitung und Modernisierung einer flächendeckenden Albwasserversorgung (ab 1870) ein Problem. In vielen dünnbesiedelten Gegenden der Welt wird auch heute noch Wasser aus gefassten Karstquellen als Trinkwasser genutzt. Heutzutage wird es aber oft aufwändig aufbereitet – auf der Schwäbischen Alb flächendeckend, z. B. „Langer Brunnen“ des Naturschutzgebiets „Bei der Mühle“ vor Hörschwag. Die technische Pionierleistung des frühen 20. Jahrhunderts lebt in den öffentlich-rechtlichen Zweckverbänden fort, z. B. für die oben genannten gefassten Quellen der „Albwasserversorgungsgruppe XV, Erpfgruppe“. Im großen Maßstab dient auch ein Teil der ergiebigen Gallusquelle diesem Ziel.
Die Wasserqualität der Lauchert ist durch Klärung der Abwasser aus Siedlungen stark verbessert worden. Das trophische Potential des Gewässers kann aber noch hoch sein; das trifft vor allem bei sommerlicher Hitze und Niedrigwasser in den vielen äußerst träge bewegten, mäandernden Abschnitten zu. Dann können üppiges Wachstum von Wasserpflanzen (Makrophyten) und Vermehrung kleiner pflanzlicher und tierischer Bestandteile für den Umweltschutz Indikatoren höherer Nährstoffbelastungen sein. Den Auflagen der Richtlinie 2000/60/EG (Wasserrahmenrichtlinie) kann der Umweltschutz durch Beobachtung biologischer, chemischer, physikalischer und hydromorphologischer Faktoren und geeignete Maßnahmen auf der industriearmen, relativ dünn besiedelten Schwäbischen Alb gut nachkommen.

## Einzelphänomene, (paläo-)geologische Phänomene, Geotope

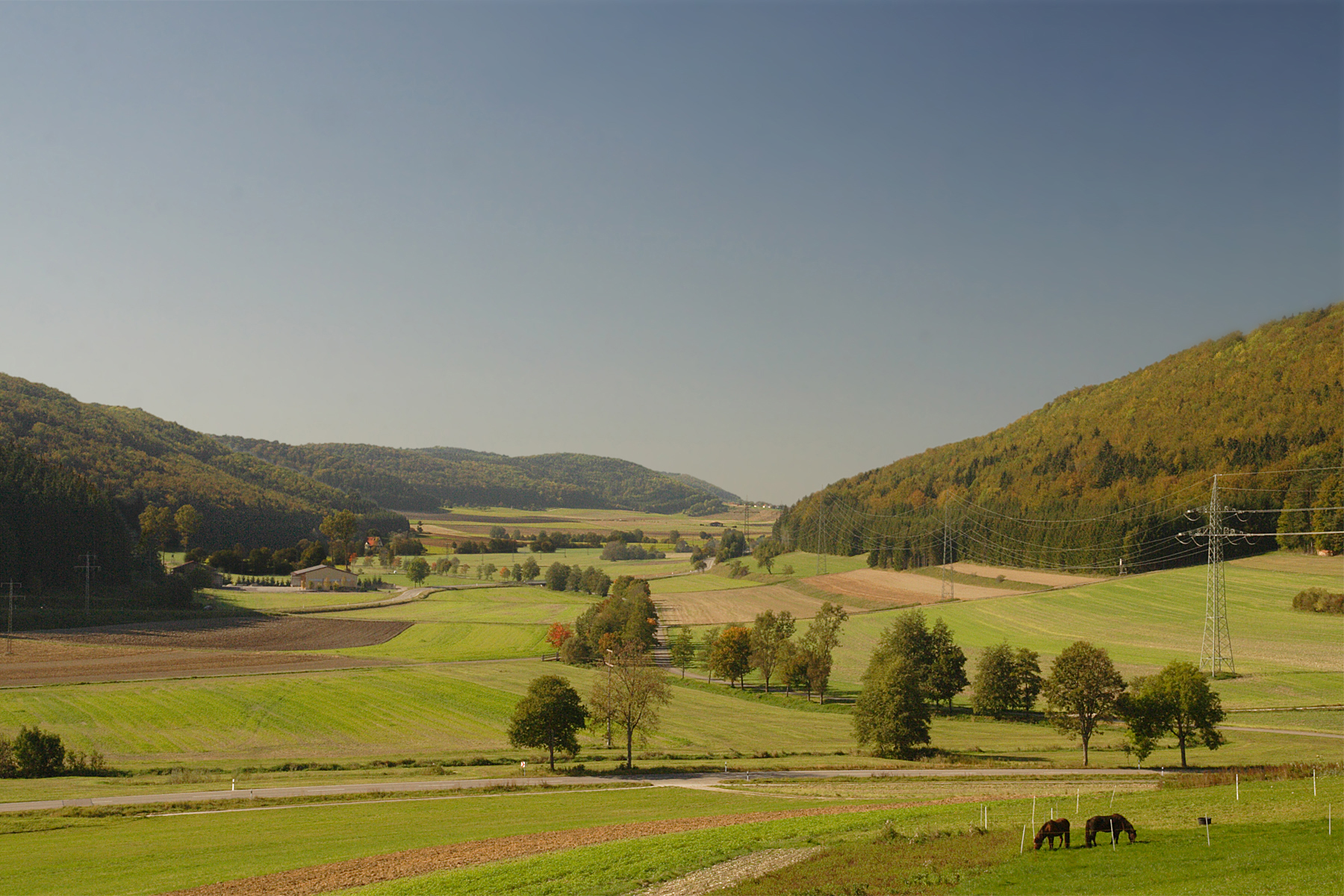
Am Horizont der Albtrauf, an welchem eine alte Lauchert „geköpft“ wurde (Strunkpass)

- Die heutige Oberste Lauchert hat auf ihren ersten sechs Kilometern bis zur Mündung der Erpf gerade mal ein Bachbett von zwei bis drei Metern; sie fällt auch periodisch trocken. Das Tal aber ist vom Albtrauf bis zur Erpfmündung eine sehr breite, flache Talmulde (ca. 1,5–0,6 km breit, nur bis rund 80 m tief). „Über die Geologie der breiten Talaue der Lauchert bei Willmandingen und Melchingen ist noch nichts bekannt – auch weil hier Aufschlüsse vollkommen fehlen.“[22] Für die jüngere geologische Vergangenheit (ab dem Pliozän, 5,3 Mio. Jahre) halten Geologen daher die nach Nord und Nordwest in die Kuppenalb ausstreichenden Trockentäler einer alten Erpf für die Talfortsetzung der Obersten Lauchert, da Morphologie, alte Flussterrassen und die Bären- und Karlshöhle dafür sprechen.[23]
- Geotop Karls- und Bärenhöhle: Gut drei Kilometer nördlich der Erpfinger Karstquelle „Molkenquelle“/„Brechlöchle“ (also rund 5,3 Kilometer vor der Mündung der Erpf in die Lauchert) liegt die Karls- und Bärenhöhle. Die Schauhöhle wurde zum bedeutendsten wissenschaftlichen Schlüssel für die Fluss- und Landschaftsgeschichte der gesamten Lauchert und für die (Hydro-)Geologie der Mittleren Schwäbischen Alb.[24]
- NSG „Bei der Mühle“: Nördlich der Hörschwager Sägemühle Walzmühle befindet sich im Talgrund eine leicht erkennbare Brachfläche, das Naturschutzgebiet 4. 087 „Bei der Mühle“. Dies ist eines der wenigen Feuchtgebiete auf der verkarsteten Alb, welches nicht auf vulkanischem Gestein (grundsätzlich wasserundurchlässigen, vulkanischen Tuffen/Basalten) liegt. Nicht die Lauchert, sondern ein klaffender Spalt in der Unteren Felsenkalk-Formation, das Geotop „Karstquelle Langer Brunnen“, ist die Ursache für das Feuchtgebiet. Die Haupt-Karstquelle ist seit 1950 mit einem fünf Meter tiefen Schacht und einem Pumpwerk für die teilweise Trinkwasserentnahme (max. 35 l/s) der Albwasserversorgungsgruppe XV, Erpfgruppe, gefasst. Das übrige Quellwasser fließt unkontrolliert aus dem Boden in das Biotop eines fast stillen Lauchert-Nebenarms. Das Ried mit seiner nährstoffreichen Nasswiese, nassen Staudenfluren und Bachröhrichten[25] wurde durch Unterschutzstellung 1981 vor der landwirtschaftlichen Urbarmachung bewahrt.
- Walzmühle: An das Ried grenzt die bis vor wenigen Jahren von zwei alten Älblerinnen archaisch mit Wasserkraft der Lauchert bewirtschaftete Hörschwager Sägemühle. Durch Unterstützergruppen, Bücher, Film und Fernsehen sind Landschaft, albtypische Mühlenidylle und die beiden Zeitzeuginnen überregional bekannt geworden.[26]

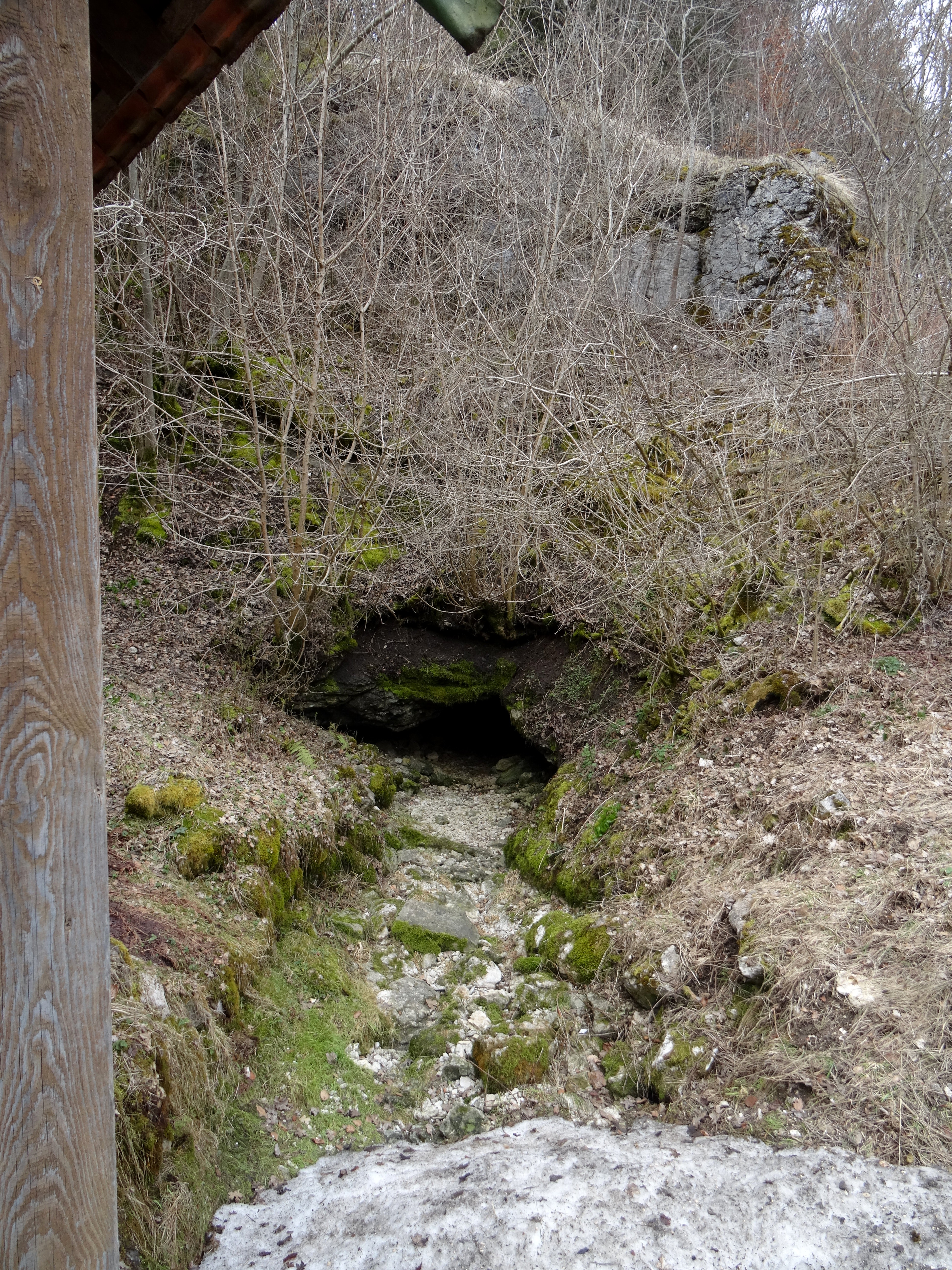
„Hausener Bröller“, unscheinbares Portal, aber an der Lauchert geologisch exzeptionell bedeutsam

- Geotop Hausener Bröller (10 ka): Unmittelbar am Hangfuß zur Lauchertaue (nur 5 m bis zur Felssohle) und unmittelbar an der hier entlang führenden Durchgangsstraße befindet sich das eher unscheinbare Geotop Hausener Bröller. Der erstmals 1959 speläologisch befahrene und 1991 vermessene Bröller zeichnet sich durch bemerkenswerte Eigenschaften aus: Die noch episodisch schüttende Karstwasserhöhle ist wegen ihrer Länge (Stand 1995: 523 m) und der Lage in Flusshöhe an der gesamten Lauchert geologisch einmalig. Der Bröller ist in der Unteren Felsenkalk-Formation entwickelt.
- Geotop Hausener Wand: Im Ortsbereich von Hausen an der Lauchert erstreckt sich rechts der rezenten Lauchert das geschützte Geotop einer aufgeschlossenen, rund 120 Meter langen Felswand. Die von Laubbäumen fast gänzlich verdeckten Massenkalkfelsen werden der Unteren Felsenkalk-Formation zugeordnet. Die rund 30 Meter hohe, senkrechte Wand,[27] bildet an ihrer flachen Oberseite eine Flussterrasse, die nach neueren empirischen Forschungen dem so genannten „Niveau II“ (Alt-Pleistozän, 0,8–1,8 Ma[9]) zuzuordnen ist.[28]

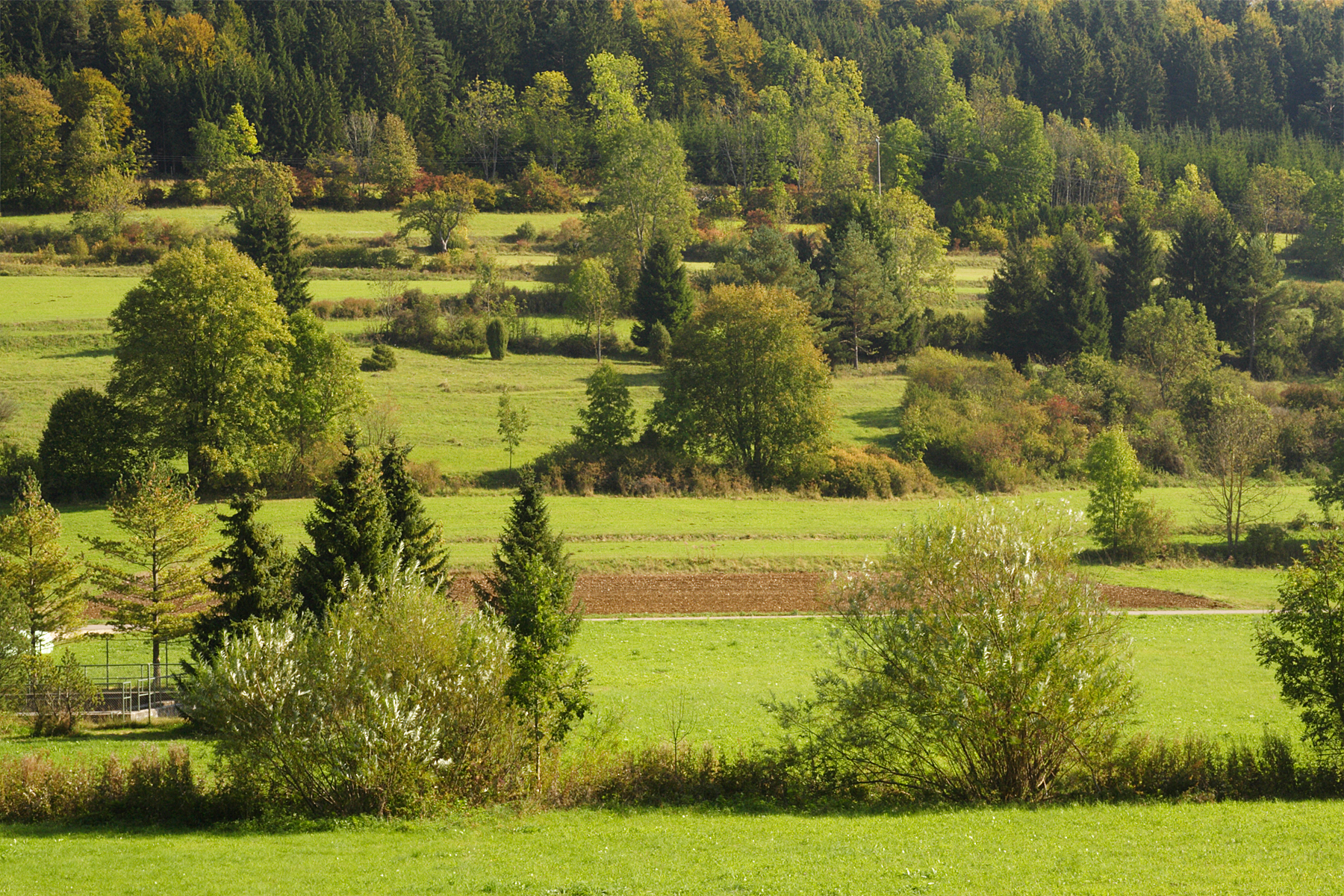
Kultivierte Lauchert-Terrassen, Hausen an der Lauchert. Zum Teil Biotope. Die Lauchert in der Wiese ganz unten

- Biotop Flussterrassen Hausen a.d.L.: Südlich des Ortsbereichs von Hausen sind am Hang holozäne Flussterrassen in mehreren Stufen kultiviert. Die Lauchert, ihre Bachsäume, die ganze dritte Stufe und alle Stufensäume und -gebüsche sind als wertvolle Biotope geschützt (Offenland § 32 NatSchG)
- Geotop Felssporn an der Seckach-Mündung: Aus der Rasenfläche eines Erholungsparks mit künstlichem See schieben sich die Felsköpfe eines 15 Meter hohen Felssporns in das Tal vor. Der Massenkalkfelsen liegt in der Unteren und Oberen Felsenkalk-Formation.

Mariaberg (1919)

- Felsmassiv Mariaberg: 700 Meter nach der Einmündung der Seckach in die Lauchert dringt ein mit rund 260 Metern sehr breiter, etwa 30 Meter senkrecht aufsteigender Massenkalkfelsen vor, der hier das Laucherttal verengt. Auf dem nahezu horizontalen, großen Felsplateau stehen die bis zum Steilrand vorragenden massig wirkenden Gebäude des ehemaligen Benediktinerinnen-Klosters Mariaberg (1288 erstmals urkundlich erwähnt, seit 1802 säkularisiert, heute Diakonisches Werk).

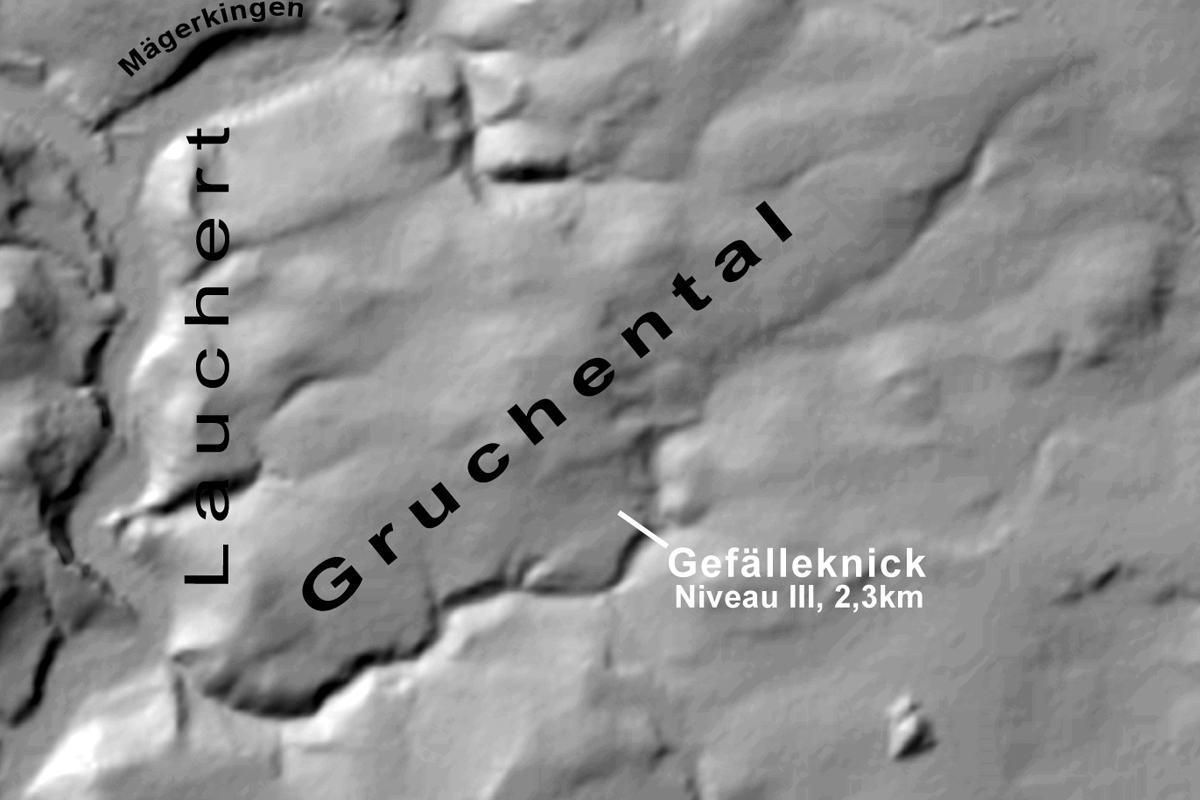
Gefälleknick nach 2,3 Kilometer im trockengefallenen Gruchental vor Bronnen

- Gefälleknick Gruchental. Links der Lauchert, zwischen Mariaberg und Bronnen befindet sich das Gruchental. Hier floss einer der typischen Lauchert-Nebenflüsse, die schon im ausgehenden Tertiär trockengefallen sind. Die gedachte Verlängerung des oberen Teils der Gruchen streicht etwa 55 Meter über der heutigen Lauchert-Felssohle aus. Durch episodische rückschreitende Wassererosion ist der untere Talteil steil eingeschnitten; nach 2,3 Kilometern folgt ein Gefälleknick, ab dem der obere Talteil muldenartig flach weiterläuft.[29] Damit ist diese Vermessung ein Beleg für das „Niveau III“ (1,8-2,2Ma[9]) eines alten Laucherttals.[30]
- Mäandernde Lauchert. Zwei Kilometer weiter, vor Bronnen, setzt die relativ kleine Lauchert für die nächsten 19 Kilometern in besonders trägen Mäandern ihren Weg im flachen, mit durchschnittlich 200 Meter recht breiten, Tal fort.
- Zementmergelschüsseln. Die Lauchert fließt direkt durch zwei geologisch bedeutsame Zementmergelschüsseln. Im Südwesten von Gammertingen ist das Zementmergelgestein noch anstehend. Diese und die kleinere Schüssel um Jungnau sind besondere geologische Phänomene aus der weit zurückliegenden Entstehungszeit der Massenkalke des Weißen Jura (~ 145 Ma[31]). Die Mulden sind mit dem ungeschulten Auge kaum zu erkennen.
- Geotop Teufelstorfelsen. Der Massenkalkfels liegt etwa zwei Kilometer nördlich von Hettingen, links der Lauchert in der Unteren- und Oberen Felsenkalk-Formation. Der Name weist auf die Form der Felsgruppe hin: Eine Naturbrücke, die vermutlich das Profil einer Höhlenruine ist.
- Geotop Kachelfelsen. Gegenüber dem auffallend modernen Glasbau der Fa. Trumpf nördlich von Hettingen befindet sich auf der linken Flussseite in halber Höhe in den mit dem Teufelstorfelsen identischen Gesteinsformationen eine imposante Massenkalkfelsgruppe, in welcher große konkave Erosionsauswaschungen einer früheren, höher liegenden Lauchert leicht zu erkennen sind.

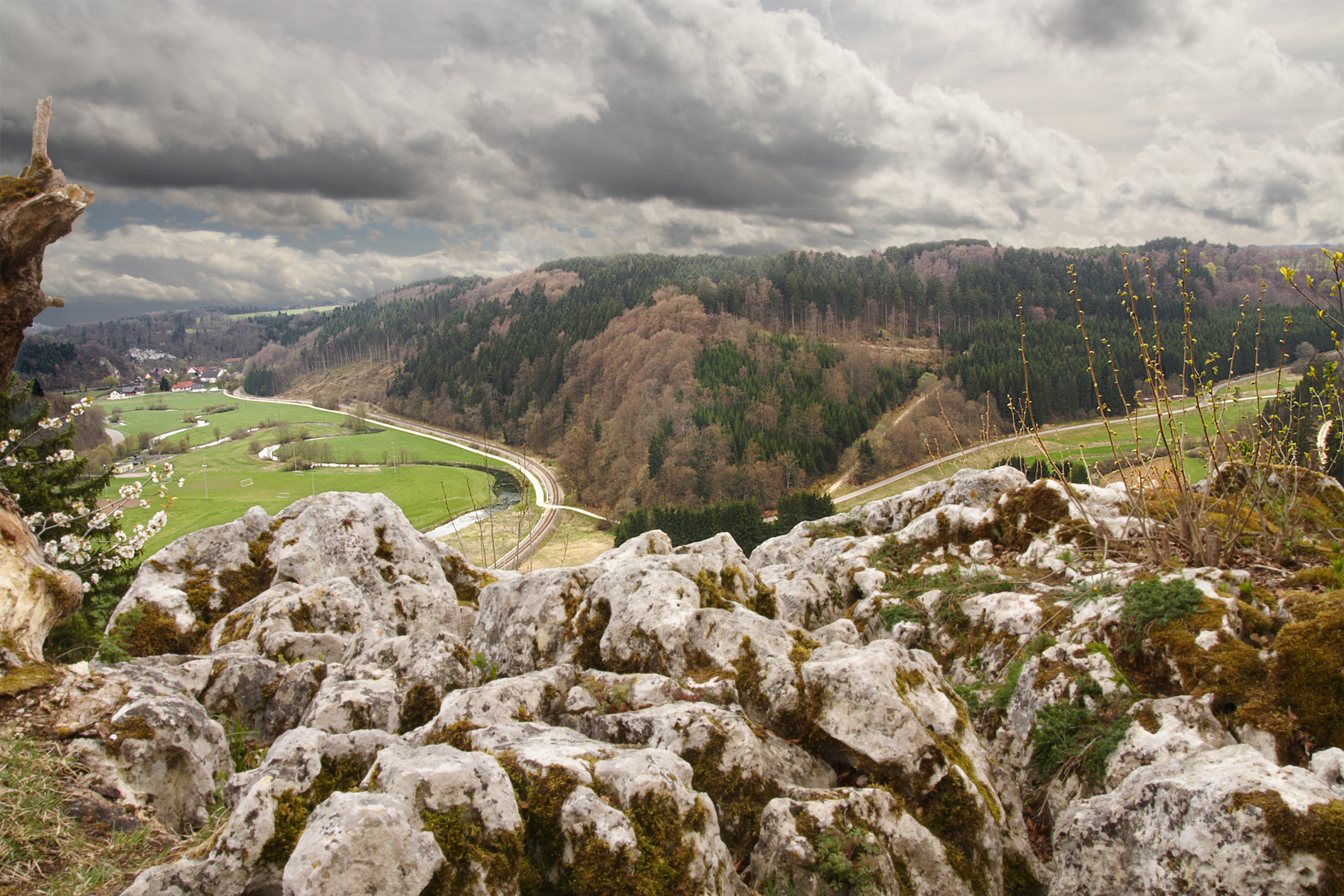
verkarstetes Geotop Enzensbarnfelsen. Über die Karren hinweg sieht man die mäandernde Lauchert. Hinten, Hermentingen

- Geotop Enzenbarnfelsen (Schlafender Ritter). Drei schlanke, hochragende Massenkalkfelsen markieren die Stelle, an welcher sich das Fehlatal zum Laucherttal öffnet. Von der Spitze des höchsten Kalkfelsens in der Unteren- und Oberen Felskalk-Formation aus hat man freie Talsicht bis zum 1,5 km entfernten Hermentingen. Durch die an dieser Stelle bis zu 300 m breite, idyllische Laucherttalaue mäandert das Flüsschen. In den plateauartigen Spitzen der Felsen befinden sich tiefe Karren,[32] wie sie in verschiedenen Karstgebieten der Welt in relativ seltenen, idealtypischen, Fällen an Oberflächen allmählich durch Lösungsverwitterung entstanden sind.
- Geotop Gallusquelle. Im Dorf Hermentingen entspringt direkt am rechten Hangfuß des Laucherttals die Gallusquelle. Diese Karstquelle ist mit ihrer Schüttung von bis zu 3000 l/s nach dem Aachtopf bei Aach die stärkste Karstquelle der Westalb. Sie entspringt aus der Unteren Felskalk-Formation (Massenkalk). Aufgrund ihres großen Einzugsgebietes, des Karstwassers der Fehla und der relativ gleichmäßigen, sicheren Schüttung, wurde ihr Wasser 1952 in einer separaten Brunnenstube teilweise für die Trinkwasserversorgung des „Zweckverband Zollernalbgruppe“ gefasst.
- Gräbenvergitterung in Veringenstadt. Der von NW kommende, hier endende Hohenzollerngraben und der NS verlaufende Lauchertgraben vergittern sich in Veringenstadt. Die Lauchert hat in Veringenstadt nur s-förmige Talschlingen in einen mächtigen, quer liegenden, Felsriegel erodieren können. Grabentektonik und Karstwassererosion haben in dem Massenkalkfelsen zahlreiche Höhlen, Nischen und Klüfte geschaffen.
- Geotop Nikolaushöhle. In rund 30 m Höhe, im steilen, felsigen Prallhang der Felsenkalk-Formation der Altstadt von Veringenstadt öffnen sich Portal und Vorhalle der recht kurzen Nikolaushöhle.
- Geotop Göpfelsteinhöhle. Am Beginn der letzten Schleife des s-förmigen Tals um Veringenstadt – wiederum in ca. 30 m Höhe – steht eine Massenkalkspitze wie eine Halbkugel auf dem Prallhang der Liegenden Bankkalk-Formation. Aus der Distanz wirkt das sich in der Halbkugel vorne um 10 m öffnende, nur 15 m tiefe, Geotop Göpfelsteinhöhle, wie eine riesige Nische im Fels. In der Nikolaushöhle und auch in dieser Höhle wurden Steinwerkzeuge gefunden, die aus dem Mittel- und Jung-Paläolithikum (Moustérien, Aurignacien) stammen.

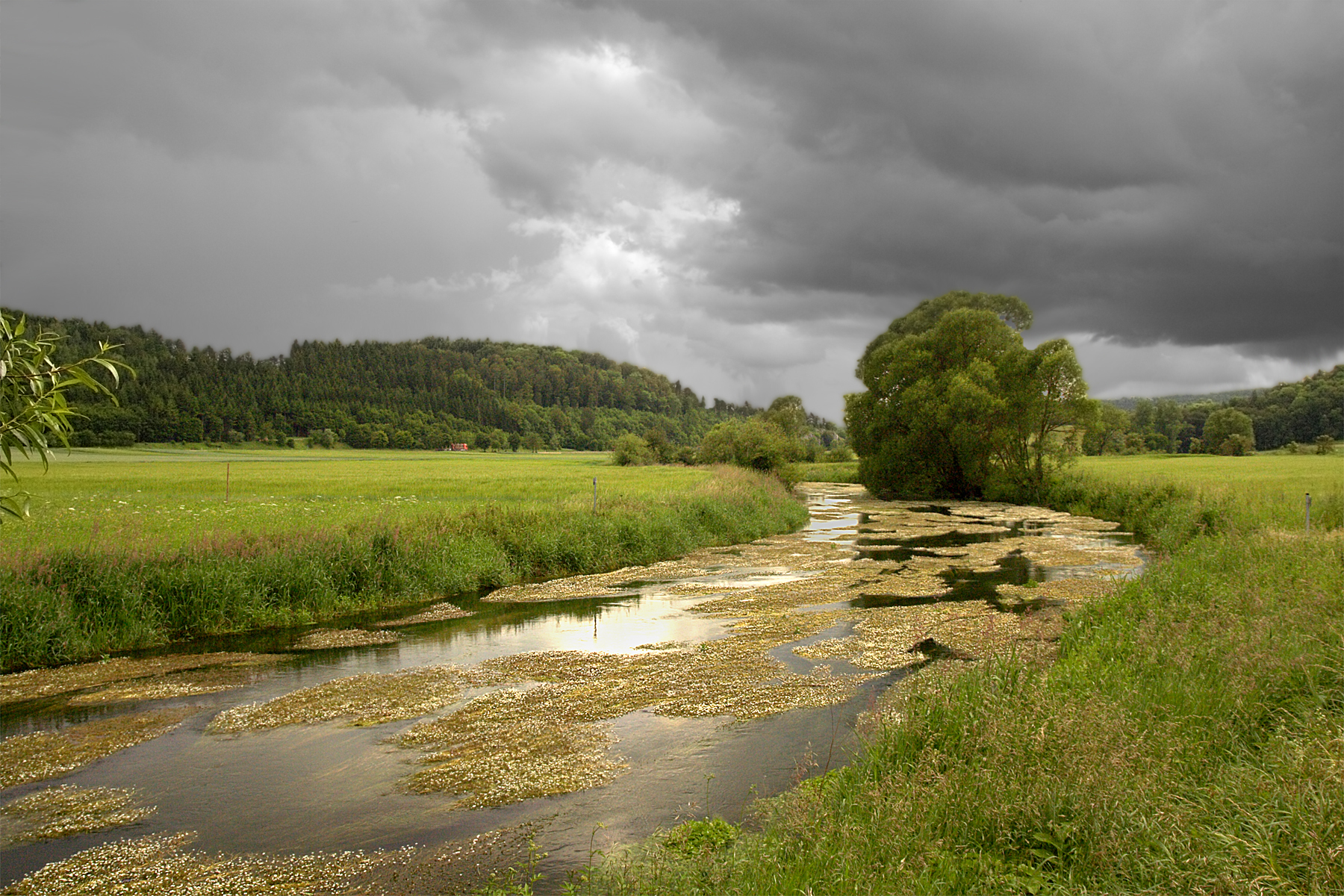
Fluviatiles Sediment „Kalktuff“ im breiten Tal, vor Veringendorf. Hinten ein kleiner Umlaufberg

- Kalktuff-Ebene. Nach Veringenstadt weitet sich das Laucherttal für 1,5 km wieder zu einer rund 500 m breiten völlig planen Aue. Im Tal haben sich im häufigen Wechsel feinste bis kiesige Sedimente von beträchtlicher Mächtigkeit über der rezenten Felssohle abgelagert. Messungen zur geologischen Kartierung des Kartenblattes 7821, Veringenstadt, haben 1978 in diesem Abschnitt 8–10 m dicke, holozäne, Kalktuffablagerungen bis zur 1,7 km flussabwärts befindlichen Abrisskante der Kalktuffbarre in Veringendorf ergeben. Aus den Flussablagerungen sind nährstoffarme Trockenbiotope, aber auch fruchtbare Böden entstanden, die landwirtschaftlich genutzt werden.
- Der Stettener Umlaufberg, ein noch nicht geschütztes Geotop, liegt in der Mitte der breiten Talaue. Der vom Fluss geschaffene, aber schon vor der Talsedimentation vollständig vom Fluss abgeschnittene Umlaufberg ist eher eine flache, gras- und buschbewachsene Kuppe aus Kalkstein, die noch bis zu 15 m aus der Aue aufragt.

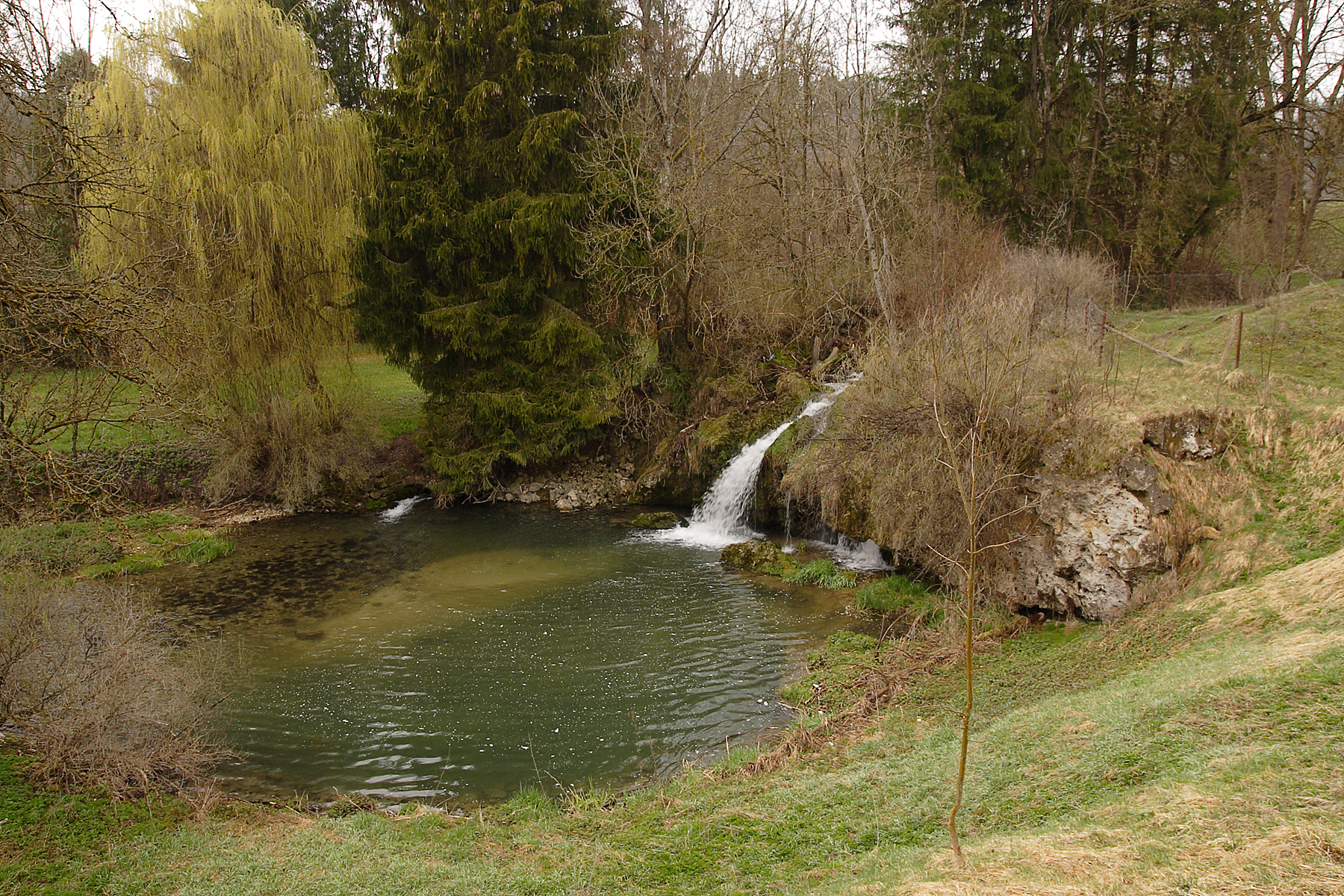
„Gieß-Wasserfall“, Veringendorf. Wenig Wasser, riesiges Fallbecken. Eine von zwei Quellen und die Kalktuffbarre sichtbar

- Am Geotop Gieß-Wasserfall (eingetragener Geotopname: „Kalksinterterrasse Veringendorf“) besteht eine Geländestufe, an welcher die hier ca. 6–8 m hohe Kalktuffbarre vollständig abgerissen ist.[33] An der Abrisskante ist die porös-amorphe, zu Gestein verfestigte, Kalktuffbarre deutlich aufgeschlossen. Da die Dorfgemeinde ihr Wasserrecht zuerst teilweise und 1928 vollständig verkauft hatte, wird das Lauchertwasser durch einen Kanal in ein kleines privates Wasserkraftwerk umgeleitet, so dass der Gieß-Wasserfall nur noch imposant wirkt, wenn während niederschlagsreicher Jahreszeiten „Überschuss“ nicht mehr durch den Kanal passt, sondern über die Abrisskante fließen kann.

Nur zwei unmittelbar unterhalb der Abrisskante immer schüttende Karstquellen, die „Wasserfallquelle“ und die „Ahlenbergquelle“, speisen ab hier ein tiefes Lauchert-Kerbtal.

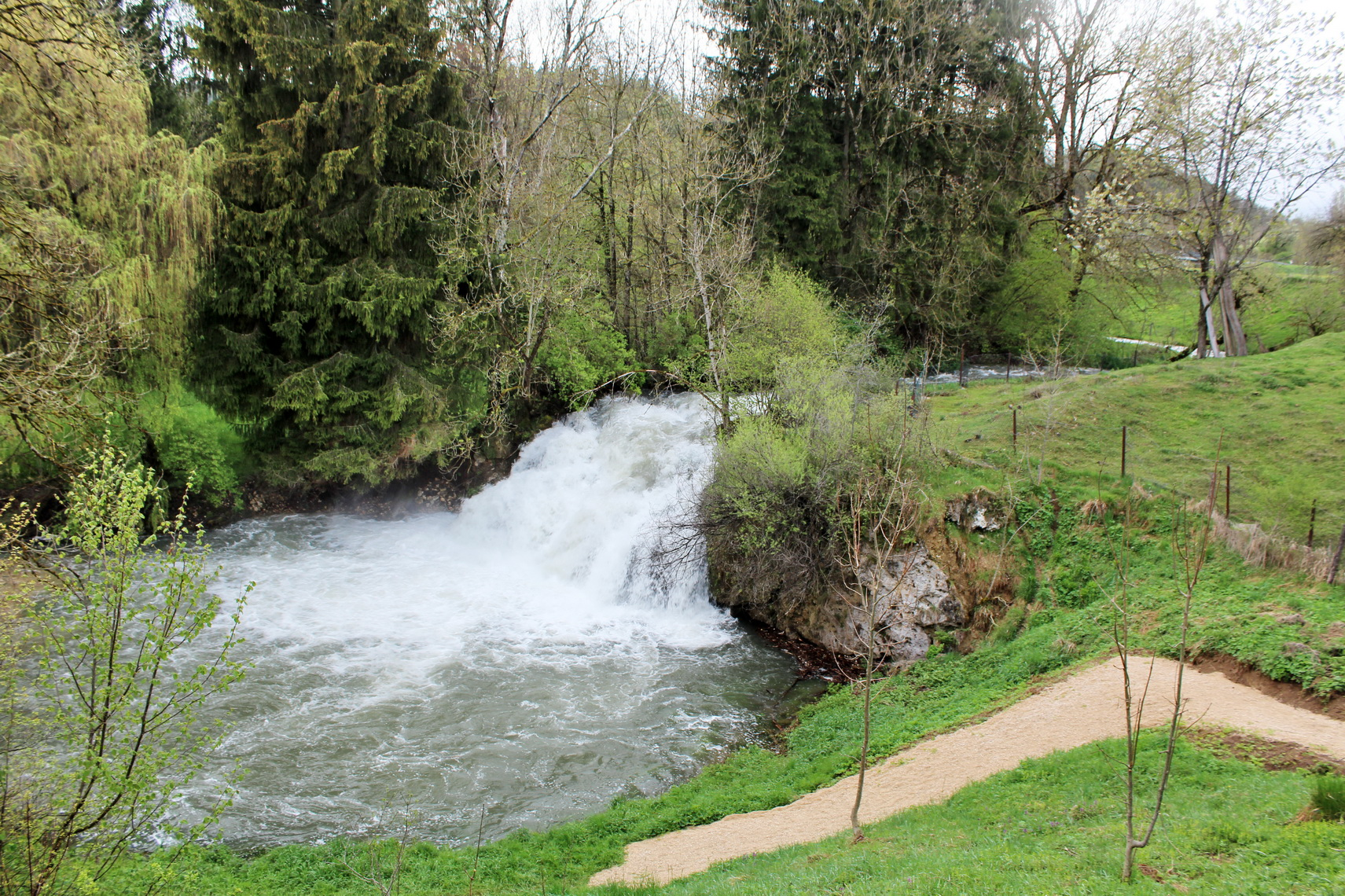
Der Wasserfall Gieß in Veringendorf war, nach der Wassermenge und der Höhe der Kalktuffbarre, der größte Wasserfall der Schwäbischen Alb. Der Wasserfall wurde durch den Bau eines E-Werks in den 1920er Jahren erheblich beeinflusst. Das Bild zeigt den Wasserfall bei geöffnetem Wehr während eines Hochwassers.

- Die Jura-Nagelfluh (Mittelmiozän), Geröll-Fazies einer mittelmiozänen Urlauchert ist westlich und östlich von Veringendorf noch in fünf kleinen Resten nachgewiesen (die größten mit 640 × 140 m am „Ghaiberg“ und 500 × 220 m im Gewann Wust).
- Der tektonische Lauchertgraben (Ende Miozän) ist zwischen Veringenstadt und „Hertenstein“ im Süden (wo die Straße nach Sigmaringen ansteigt und die Lauchert nach Osten abbiegt) morphologisch deutlich eingetieft. Auf einem Acker, 1,8 km östlich von Veringendorf, erschließt sich auch dem ungeschulten Auge, dass der gegenüber liegende, steile und bewaldete Hang die östliche Bruchfläche des Grabens mit einer Sprunghöhe von hier 100 m ist.
- Tektonischer Grabenversatz von Zeitmarken (Ende Miozän): Flächen der Jura-Nagelfluh und „pliozäne“ Höhenschotter der Aare-Donau sind im Lauchertgraben um rund 50 m mit verworfen. Jura-Nagelfluh-Flächen und alte Donauschotter finden sich auch noch östlich des Grabens, hier aber ungestört auf höheren Flächen, so etwa beim Gewann „Frauenstock“.[34]
- Zwei pliozäne Flussschlingen, ca. 750 und 600 m im Radius, liegen westlich von Jungnau. Sie umrahmen die zwei Umlaufberge „Stockert“ (751,8 m) und „Tiefe“ (707,8 m). Auf der topographischen Karte 1:25000, 7821 Veringenstadt, werden die Umlaufberge weitgehend von rund 100 m tiefer liegenden Tälern umgeben. Die Markierung „ql, lehmige Füllung von Trockentälern“ der entsprechenden geologischen Karte zeichnet einen durchgehenden Weg auf, den kleinere Gerinne zur Lauchert nutzten, bis auch sie gänzlich trockenfielen.[35] Die Lauchertschlingen korrelieren gut mit dem jungtertiären Flussalter des „Niveau IV“ (3-5 Ma[9]), welches auch mehreren alten Lauchertterrassen und Gefälleknickpunkten von Nebenflüssen zugeordnet wurde.[36] Siehe auch das Kartenbild ganz oben.
- Rißzeitliche Beckensedimente (14 ka). Am südlichen Dorfausgang von Veringendorf (vor der Kläranlage) und an der ehemaligen großen Prallhangseite der Lauchert östlich von Jungnau liegen Beckensedimente (Rb) eines rißzeitlichen Eisstausees. In Bohrungen und bei der Verlegung der Bodensee-Wasserleitung 1973 wurden über der Lauchertfelssohle weitere Beckensedimente nachgewiesen. Dies sind Relikte des zweimaligen Vordringens des rißzeitlichen Rheingletschers über die Obere Donau (Meßkirch-Stand I, höherer Vilsinger Stand II). Die Lauchert wurde wahrscheinlich bis Hausen a.d.L. gestaut.[37]
- Geotop Felsgruppe Altes Schloß (am „Hertenstein“): Wo der tiefliegende Lauchertgraben endet, die Straße nach Süden aufsteigt und die Lauchert den Graben nach Osten verlässt, erheben sich rechts der Lauchert am ehemaligen Prallhang „Ziegelwiesen“ auffallend senkrecht zerklüftete Felsen.
- Die Geotop Felsgruppe am Himbeertäle ist eine etwa 20 m breite und 20 m hohe, bretterartig zerklüftete Felsgruppe. Diese und die rund 300 m auf der gegenüberliegenden Lauchertseite befindliche Felsgruppe „Altes Schloss“ sind Reste der Grabenschulter der östlichen Lauchertstörung, die hier noch eine Sprunghöhe von rund 20 m hat. Beide Felsgruppen im Massenkalk der Liegenden Bankkalk-Formation sind zum Teil von Wald verdeckt.

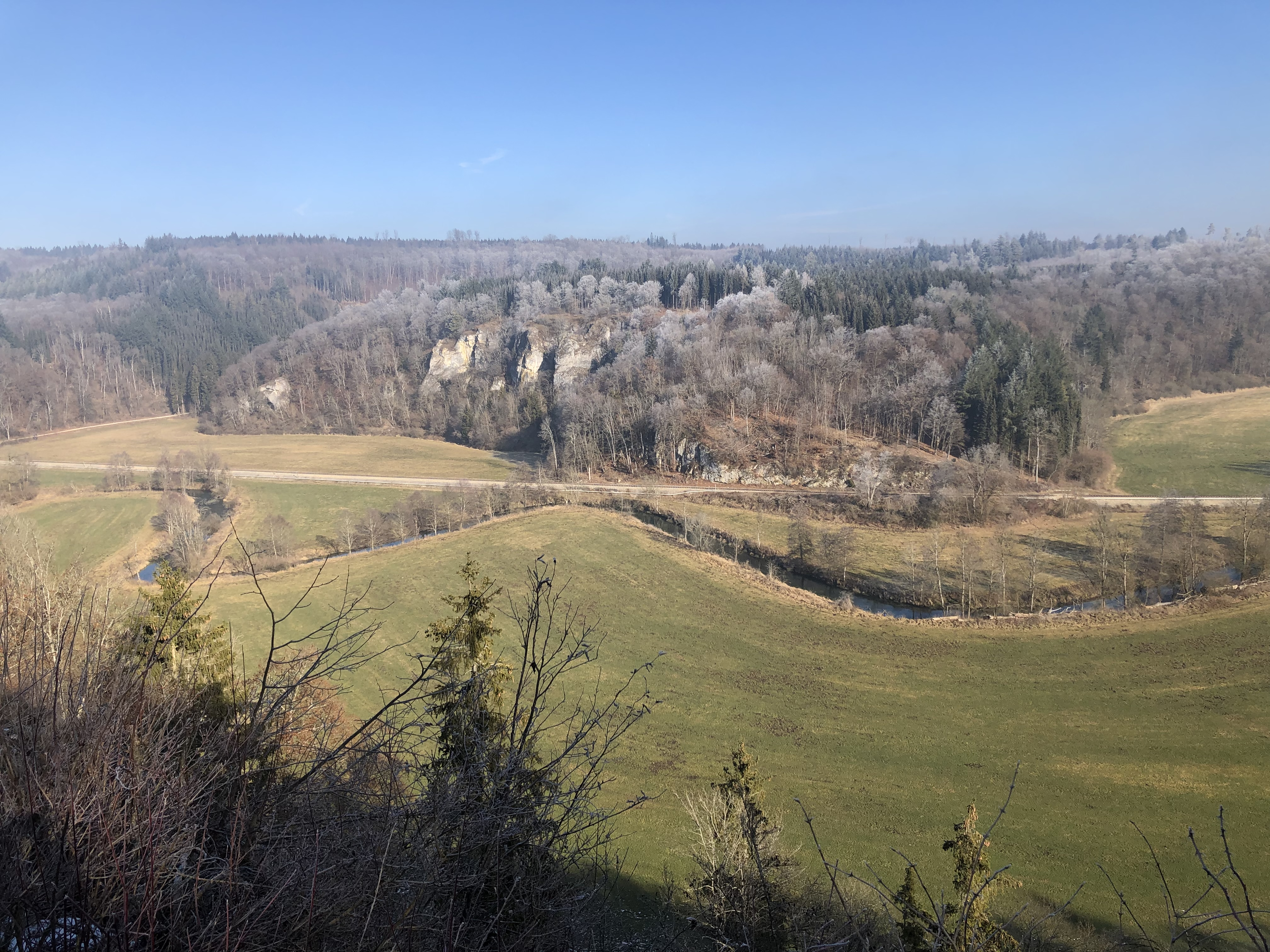
Blick vom Nägelefels auf das untere Laucherttal

- Geotop Nägelesfels. Die Felsgruppe im Massenkalk der Liegenden Bankkalk-Formation am ehemaligen Prallhang der Lauchert nordwestlich des Bahnhofs „Sigmaringen-Hanfertal“ erhebt sich vom Talgrund ca. 50 m. Die Felsgruppe ist weitgehend durch Laubwald verdeckt.
- Geotop Rappenfelsen & Höhle. Am Hangfuß links des Laucherttals liegt eine etwa 300 m lange Felsgalerie in den Massenkalken der Liegenden Bankkalk-Formation. Die Rappenfelsgruppe bildete einen ehemaligen, 10 m bis 15 m hohen Prallhang der Lauchert. Am nördlichen Ende der Felsen öffnet sich das Höhlenportal einer ca. 25 m tiefen Höhle.
- Das besondere Geotop Bittelschießer Täle: Nach dem rißzeitlichen Rheingletscher-Ereignis hat die Lauchert nach der Freiräumung des Moränenschutts und Wiedernutzung ihres vorübergehend von der Oberen Donau genutzten Flussbettes einen im geraden Weg stehenden größeren Massenkalkfels nicht wie ehedem umflossen, sondern canyonartig durchschnitten. Das vollständig bewaldete Canyon ist ein Geotop ersten Ranges.[38]

Ab Hitzkofen, westlich der Nord-Süd verlaufenden, aufgegebenen „Scheerer“ Donaurinne hat sich die Lauchert bis zur Mündung in die heutige Obere Donau ein neues breites Bett in den Massenkalk geschaffen. Dieser Talabschnitt und die Lauchert selbst ist durch Landwirtschafts- und Industrieflächen, sowie durch relativ dichte Besiedlung kaum mehr naturbelassen.